# Es Bòrdes
Es Bòrdes è un comune spagnolo di 208 abitanti situato nella comunità autonoma della Catalogna, nella provincia di Lleida.
L'economia del centro si basa essenzialmente sull'agricoltura (aridocoltura) e selvicoltura.